# Грасиан, Леандро
Леа́ндро Грасиа́н (исп. Leandro Gracián; 6 августа 1982, Буэнос-Айрес) — аргентинский футболист, атакующий полузащитник.

## Биография
Леандро Грасиан — воспитанник молодёжной академии «Велес Сарсфилда», хотя начинал он заниматься футболом в детско-юношеской школе клуба «Атлетико Палермо» из Буэнос-Айреса. В основном составе «Велеса» он дебютировал ещё в 2001 году, но долгое время не мог закрепиться в команде.
Всё изменилось с приходом на пост главного тренера Мигеля Анхеля Руссо, который сумел раскрыть лучшие качества Грасиана — напор и креативность в атакующих действиях команды. Грасиан стал ключевым игроком в ходе Клаусуры 2005 года и помог «Велесу» выиграть чемпионат Аргентины. Также он вместе с клубом довольно успешно выступил в розыгрышах Южноамериканского кубка 2005 и Кубка Либертадорес 2006. В первом случае «Велес» дошёл до полуфинала турнира (Грасиан отметился одним из голов в 1/4 финала в ворота «Америки» из Мехико), а во втором — до 1/4 финала (Грасиан забил три гола в трёх стартовых матчах группового этапа).
Но в 2006 году, после ссоры с товарищем по команде Лукасом Кастроманом, Грасиан был продан в «Монтеррей». Первые полгода в Мексике прошли успешно, но в самом начале 2007 года Грасиана пригласил в «Боку Хуниорс» недавно назначенный на пост главного тренера «сине-золотых» Мигель Анхель Руссо. Грасиан, желая вернуться к тренеру, фактически давшему ему путёвку в большой футбол, устроил забастовку, чтобы вынудить руководство «Монтеррея» разорвать с ним контракт. Это вызвало волну недовольства со стороны болельщиков мексиканского клуба, и в итоге аргентинец был переведён в резервный состав, с которым и тренировался в течение полугода. За это время «Бока» успела выиграть свой шестой Кубок Либертадорес и Леандро присоединился к команде уже после этого триумфа.
В «Боке» Грасиан провёл два сезона, сыграл в Клубном чемпионате мира ФИФА, завоевал Рекопу 2008, выиграл Апертуру 2008, но к 2009 году уровень игры Грасиана стал вызывать множество вопросов у руководителей «Боки», и те отдали полузащитника в аренду в клуб «Арис» из Салоник.
В самом начале 2010 года Грасиан вернулся в Аргентину, на сей раз «Бока» отдала его в аренду в «Индепендьенте» — контракт с «генуэзцами» у него сохраняется до июня 2011 года.
В ходе Апертуры 2010, неудачно проведённой «Красными дьяволами», Грасиан был игроком основного состава, но в розыгрыше Южноамериканского кубка он использовался не часто. Однако он также внёс довольно существенный вклад в победу клуба в этом международном турнире. Так, Грасин забил гол на 65-й минуте игры второго раунда против «Архентинос Хуниорс» — этот гол позволил команде сравнять счёт (1:1, в первой игре «Индепендьенте» выиграл со счётом 1:0) и пройти в 1/8 финала, сам же Леандро был заменён на 82-й минуте. Во второй раз он появился на поле в первом матче 1/8 финала против уругвайского «Дефенсор Спортинга», и этот выход был довольно неудачным, поскольку Леандро отправил мяч в собственные ворота спустя 4 минуты после выхода на замену (как итог — поражение 0:1, затем «Индепендьенте» победил на своём поле со счётом 4:2). Но футболист смог реабилитироваться в ответном финальном матче против бразильского «Гояса». Антонио Мохамед выпустил Грасиана на 71-й минуте игры, тот провёл на поле оставшийся час (с учётом овертайма) игрового времени и был точен в послематчевой серии пенальти. «Индепендьенте» выиграл серию со счётом 5:3 и стал победителем Южноамериканского кубка 2010 года.

## Титулы
- Чемпион Аргентины (2): Клаусура 2005, Апертура 2008
- Обладатель Южноамериканского кубка (1): 2010
- Обладатель Рекопы (1): 2008